# Wernsdorf (Königs Wusterhausen)

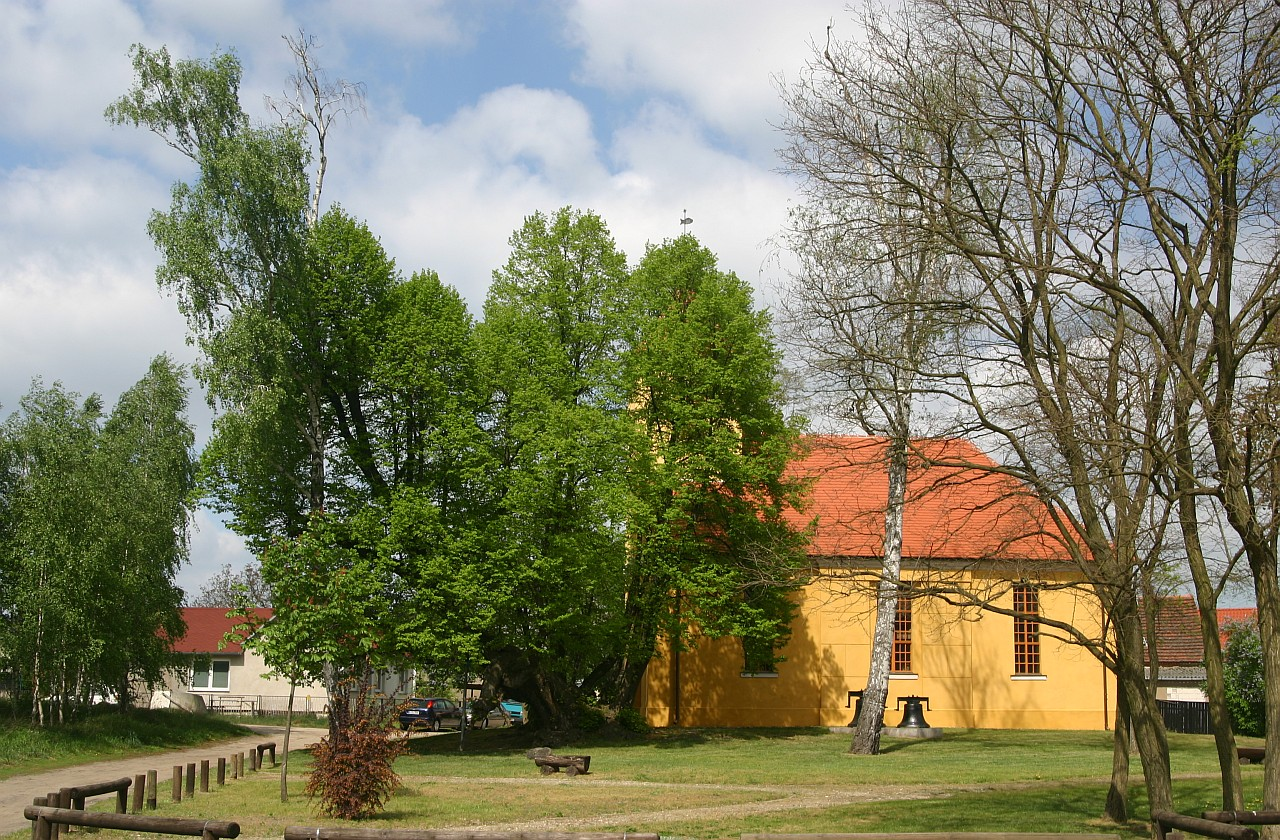
Dorfkirche hinter 500-jähriger Linde

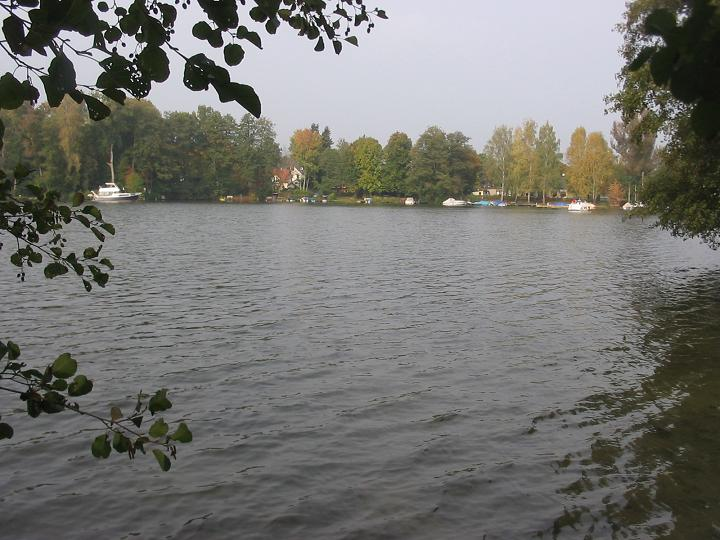
Krossinsee in Wernsdorf

Wernsdorf (niedersorbisch Wernaŕejce) ist ein Teilort der Stadt Königs Wusterhausen im Landkreis Dahme-Spreewald in Brandenburg.

## Geographie
Wernsdorf liegt am Oder-Spree-Kanal und südöstlich von Berlin. In Nord-Süd-Richtung liegt es zwischen Gosen und Niederlehme, östlich führt die Autobahn A 10 entlang. Die südlich gelegenen Flächen sind vorzugsweise bewaldet und werden durch das Wernsdorfer Luch in den Krossinsee entwässert.
Gemeindegliederung
Wernsdorf besteht aus den beiden Ortsteilen Wernsdorf selbst und Ziegenhals.

## Geschichte
Wernsdorf gehörte im Mittelalter zur Herrschaft Storkow innerhalb der Markgrafschaft Niederlausitz. Das Dorf wurde 1460 erstmals urkundlich erwähnt und befand sich damals im Besitz derer von Birkholz. Ab 1556 kam Wernsdorf mit der Herrschaft Storkow an das Kurfürstentum Brandenburg. Ab dem 16. Jahrhundert gehörte es zum Domänenamt Storkow und ab 1653 zum Domänenamt Stahnsdorf. Das ehemalige Fischerdorf gewann vor allem durch den Bau des Oder-Spree-Kanals und der Wernsdorfer Schleuse (heute ein Technisches Denkmal) in den Jahren 1887 bis 1891 an Bedeutung.
Durch die Gebietsreform am 26. Oktober 2003 fanden sieben Zwangseingemeindungen statt, seitdem gehören die Orte Zeesen, Kablow, Niederlehme, Senzig, Wernsdorf, Zernsdorf und Diepensee zur Stadt Königs Wusterhausen. Die sechs erstgenannten Orte waren vorher im Amt Unteres Dahmeland zusammengeschlossen. Klagen gegen die Zwangseingemeindung wurden im März 2006 abgewiesen. Um die vielfach gleichen Straßennamen in den Ortsteilen individuell, aber trotzdem unter dem Stadtnamen „Königs Wusterhausen“ adressieren zu können, wurden einigen Ortsteilen Königs Wusterhausens ab 1. Januar 2009 neue Postleitzahlen zugeordnet. Zuvor wurden bereits Straßen umbenannt.
Zu DDR-Zeiten wurde im Ort ein Kinderferienlager betrieben.

## Politik

### Ortsvorsteher
Ortsvorsteher ist Volker Born (FDP) (Stand 14. Februar 2019).

### Wappen
Wernsdorf führt kein Wappen, hat aber ein Fahnensymbol in Form eines Segelbootes, wobei der Bootskörper durch einen Fisch dargestellt wird und das Segel ein „W“ symbolisiert.

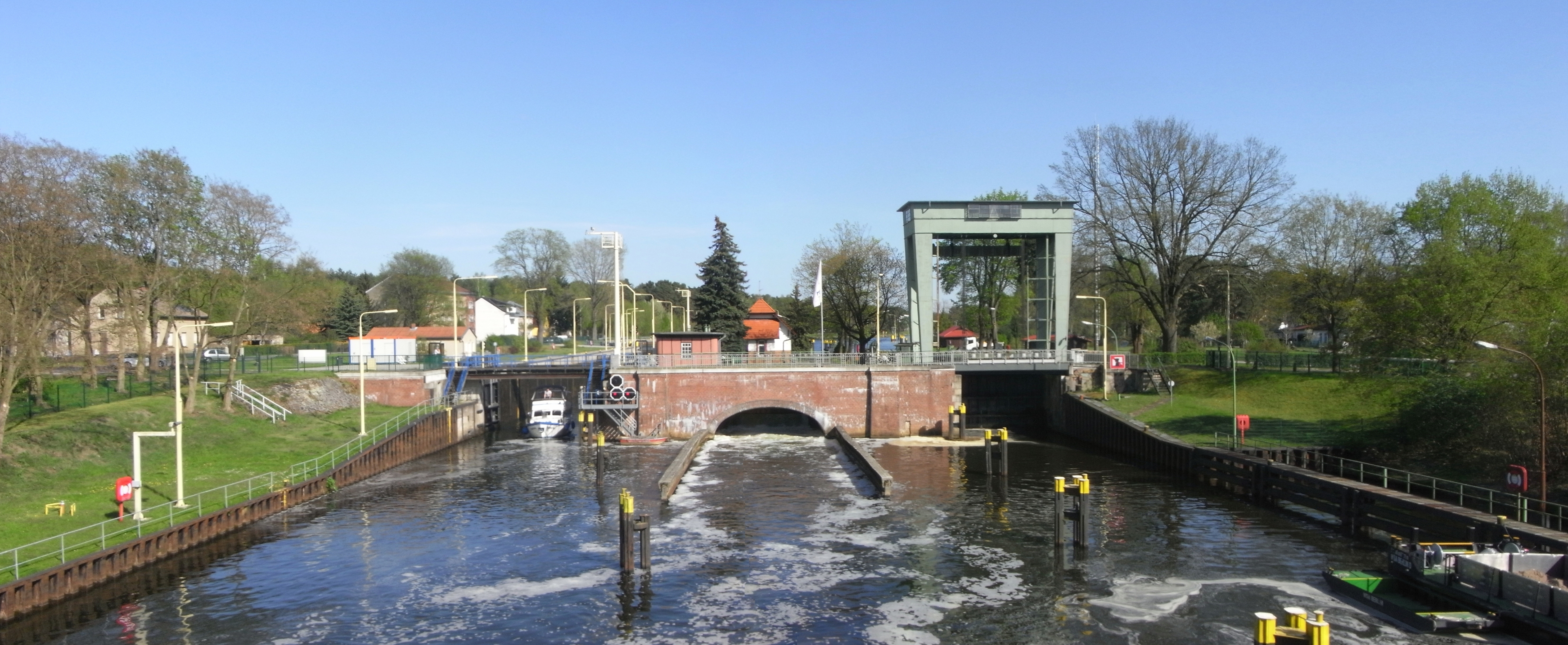
Die Schleuse Wernsdorf am Oder-Spree-Kanal

## Kultur und Sehenswürdigkeiten
- Die Dorfkirche Wernsdorf ist eine frühklassizistische aus den Jahren 1801 bis 1803. In Innenraum steht unter anderem 13-teiliges Altarbild, das auf der Grundlage eines 1955 entstandenen Entwurfs für Glasfenster des Malers Erwin Hahs entstand.
- 500-jährige Linde im Kirchgarten
- Die Schleuse Wernsdorf[5] ist ein Technisches Denkmal und wurde in den Jahren 1887 bis 1891 gebaut.

## Wirtschaft und Infrastruktur
Laut Angaben vom 31. Dezember 2004 befanden sich in Wernsdorf 128 Gewerbebetriebe.
Verkehr
Der öffentliche Personennahverkehr wird unter anderem durch den PlusBus des Verkehrsverbund Berlin-Brandenburg erbracht. Folgende Verbindung führt, betrieben von der Regionalen Verkehrsgesellschaft Dahme-Spreewald und Busverkehr Oder-Spree, durch Wernsdorf:
- Linie 428: Erkner ↔ Neu Zittau ↔ Wernsdorf ↔ Ziegenhals ↔ Niederlehme ↔ Königs Wusterhausen

## Mit dem Ort verbundene Persönlichkeiten
- Karin Lesch (1935–2025), Schauspielerin, starb in Wernsdorf

## Siehe auch

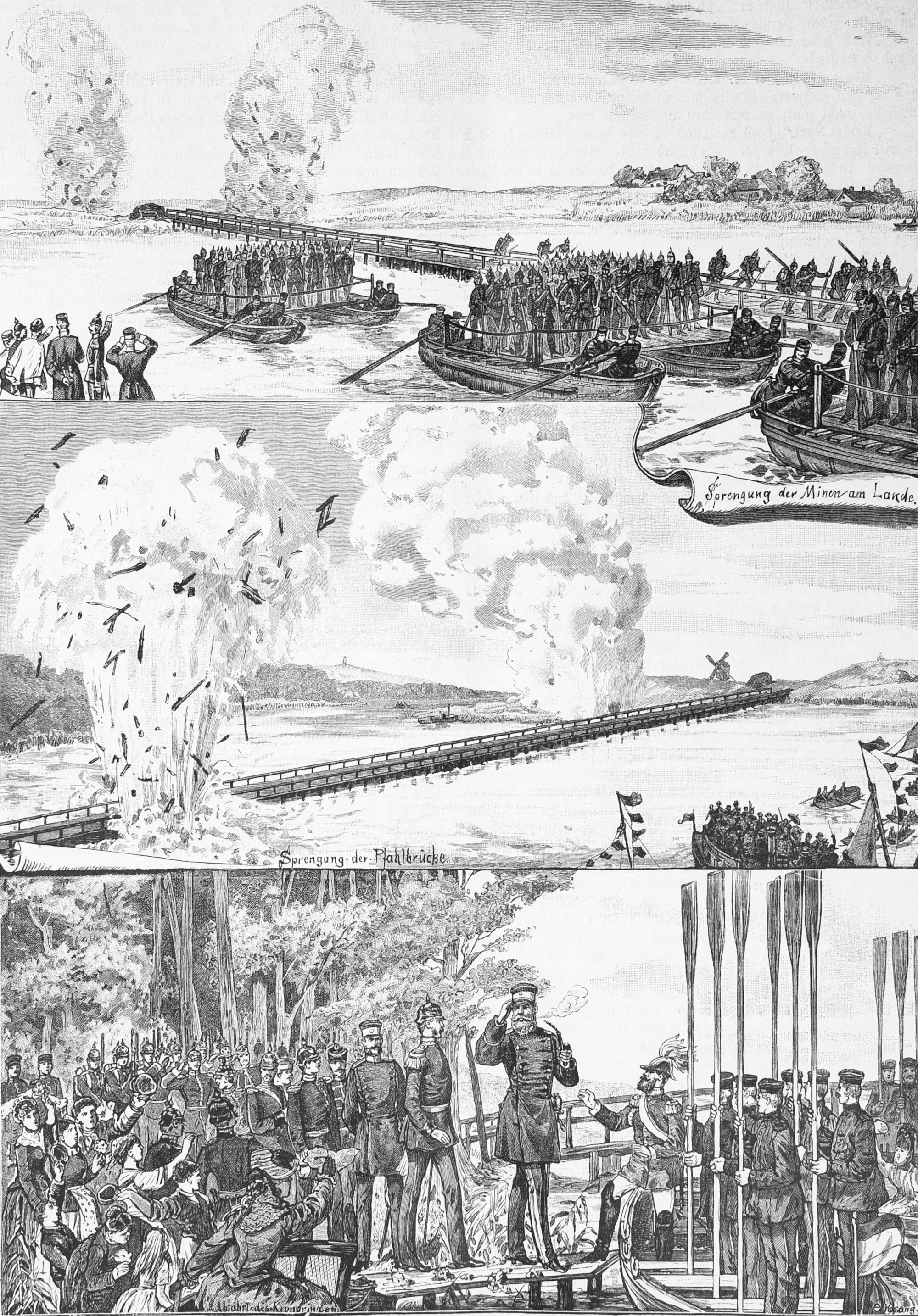
Übung des Garde-Pionier-Bataillons vor dem Kronprinzen bei Wernsdorf, Die Gartenlaube, 1886, S. 605.